# 殺機瀰漫2
《殺機瀰漫2》（英語：Kill 'Em All 2）是一部2024年美國與義大利合拍的動作驚悚片，由瓦拉利·米樂夫執導，詹姆斯·阿格紐（James Agnew）編劇，尚-克勞德·范·達美、賈桂琳·費南迪斯、彼得·史托馬及瑪麗亞·康琪塔·艾朗索主演。本片為2017年電影《殺機瀰漫》的續集，講述退休間諜菲利普（Philip，范·達美飾演）與女兒隱居於義大利南部，但仇人的弟弟卻為了復仇而找上門來。
《殺機瀰漫2》2024年9月24日在美國採數位形式發行。

## 劇情
醫院事件之後，間諜菲利普的蹤跡被聯邦調查局探員霍曼清除。六年後，菲利普帶著疏遠的女兒凡妮莎隱居於義大利南部，但他們在咖啡廳遭到殺手及暴徒們襲擊。他們合作擊退敵人後，菲利普回到公寓，在此迎戰一群武裝暴徒，並意外發現對方持有自己的照片。菲利普認為情報外洩，於是帶著凡妮莎回到自己成長的地方——斯洛維尼亞的一座寧靜村莊，與老友葛佛重聚。
葛佛透露，黑幫弗拉德·佩卓維奇帶著手下們幾天前來到村子，要求知曉菲利普的下落，為亡兄報仇；葛佛為了保護村民莉迪雅，不得已說出情報。菲利普得知對方是仇人迪米崔·佩卓維奇之弟，打算向自己尋仇，便找上已離開調查局的霍曼來到義大利幫忙。菲利普計畫奪走弗拉德的帳本，來將對方的手下引走，自己再獨自潛入豪宅殺死弗拉德。霍曼要求從帳本中分錢，並請求中情局探員桑德斯找出存放帳本的銀行，更計劃與她一起分錢。
菲利普和凡妮莎找上莉迪雅一起協助行動；凡妮莎成功到手帳本並交給霍曼，之後與莉迪雅引走弗拉德的手下，菲利普潛入豪宅對付弗拉德。但霍曼出賣了菲利普等人，莉迪雅遭弗拉德的得力助手凱茲捕獲，導致菲利普被迫放走已制伏在地的弗拉德。霍曼將帳本隨身碟交給弗拉德，但卻發現早被菲利普與凡妮莎掉包，真品仍在菲利普手上。弗拉德要求菲利普用帳本交換莉迪雅，菲利普讓葛佛撤離村民們，並利用葛佛家戰爭遺留的軍火，打算對抗弗拉德。
交換當天，菲利普將隨身碟交給弗拉德，弗拉德則打算殺死菲利普，但被莉迪雅打斷，雙方展開交火。過程中，弗拉德中彈，菲利普殺死了凱茲，後與凡妮莎教訓了想逃跑的霍曼，隨身碟則遭毀。重傷的弗拉德遭村民們圍毆致死；霍曼趁人不注意離開現場。戰鬥結束後，凡妮莎透露自己早複製了帳本，往後能利用弗拉德大筆財產建設村莊；最後，菲利普、凡妮莎、莉迪雅和葛佛與村民們開心慶祝。

## 演員
- 尚-克勞德·范·達美飾演菲利普（Philip）
- 賈桂琳·費南迪斯飾演凡妮莎（Vanessa）
- 彼得·史托馬飾演霍曼探員（Agent Holman）
- 瑪麗亞·康琪塔·艾朗索（英语：María Conchita Alonso）飾演桑德斯探員（Agent Sanders）
- 迪米特爾·多切諾夫（Dimitar Doychinov）飾演凱茲（Kaz）
- 安德烈·萊納特（Andrei Lenart）飾演弗拉德·佩卓維奇（Vlad Petrovic）
- 塔莉亞·阿塞拉夫（Talia Asseraf）飾演莉迪雅（Lydia）
- 尼古拉斯·范·瓦倫貝格（Nicolas Van Varenberg）飾演伊凡（Ivan）
- 梅雷迪思·米克森（Meredith Mickelson）飾演娜迪亞（Nadia）
- 安東尼諾·伊沃瑞奧（Antonino Iuorio）飾演葛佛（Govel）

## 製作
據2023年12月的報導，《殺機瀰漫》（2017年）的續集宣布開拍，尚-克勞德·范·達美回歸主演，主要拍攝將於2024年1月至安地卡島展開。

## 發行
《殺機瀰漫2》2024年9月24日在美國採數位形式發行。2024年12月25日，本片登上美國Netflix，並在該平台受到歡迎，隨即登上前十名榜單。

## 外部連結
- 互联网电影数据库（IMDb）上《殺機瀰漫2》的资料（英文）